# Lijst van spelers van FK Senica
Deze lijst omvat voetballers die bij de Slowaakse voetbalclub FK Senica spelen of gespeeld hebben. De spelers zijn alfabetisch gerangschikt.

## A
- Martin Babic
- Lukas Bajan
- Pavel Bartos
- Ivan Belak
- Rolando Blackburn
- Petr Bolek
- Bolinha
- Erich Brabec

## C
- Tomas Cap
- Jaroslav Černý

## D
- Jozef Decky
- José del Aguila
- Javier Devesa
- Lamine Diarrassouba
- Jaroslav Diviš
- Jozef Dojcan
- Martin Ďurica

## F
- Petr Faldyna
- Kaká Faleiro
- Andrej Fišan
- Martin Frýdek

## G
- Vratislav Gajdoš
- Ján Gajdošík
- Nicolás Gorosito

## H
- Jan Halama
- Richard Hejcik
- Andrej Hesek
- Jaroslav Hílek
- Ivan Hladík
- Jiri Homola
- Petr Hošek

## J
- Oliver Janso
- Milan Jirásek
- Miloš Juhász

## K
- Jan Kalabiška
- Pavol Kamesch
- Youssouf Kanté
- Tomáš Kapusta
- Martin Komárek
- Tomáš Kóňa
- Pavol Kosík
- Václav Koutný
- Matej Krajčík
- Michal Križánek
- Juraj Križko
- Martin Krnáč
- Vladimir Krocian
- Karel Kroupa
- Adam Krutý
- Juraj Kuba
- Filip Kucera

## L
- Martin Laurinc
- Pedro Leal
- Filip Lukšík

## M
- Jan Malec
- Pavol Masaryk
- Samir Merzič
- Roman Mihalik
- Bridget Motha
- Patrik Mráz
- Tomáš Mrva

## N
- Juan Manuel Navarrete

## P
- Petr Pavlík
- Milan Pavlovič
- Peter Petran
- Róbert Pillár
- Juraj Piroska
- Miroslav Poliaček

## R
- Pavel Ricka

## S
- Victor Samb
- Petr Šíma
- Radek Slama
- Ondřej Smetana
- Onome Sodje
- Miroslav Štěpánek
- Peter Štepanovský
- Roland Števko
- Tomáš Strnad
- Michal Šulla
- Milan Švenger
- Róbert Szegedi

## T
- Roman Tarek
- Lukas Tesak

## U
- Aleš Urbánek

## V
- Jiří Valenta
- Adam Varadi
- Stanislav Velicky
- Denis Ventúra
- Michal Vilkovský
- Tomáš Vrťo

## W
- Stef Wijlaars